# Arctosa promontorii
Arctosa promontorii är en spindelart som först beskrevs av Pocock 1900.  Arctosa promontorii ingår i släktet Arctosa och familjen vargspindlar. Inga underarter finns listade i Catalogue of Life.